# Entephria flavata
Entephria flavata is een vlinder uit de familie spanners (Geometridae). De wetenschappelijke naam is voor het eerst geldig gepubliceerd in 1929 door Osthelder.
De soort komt voor in Europa.